# Champagne Besserat de Bellefon
Pour les articles homonymes, voir Besserat et Bellefon.
La maison Besserat de Bellefon a été fondée en 1843 à Aÿ par Edmond Besserat. Le champagne Besserat de Bellefon a la particularité d'être un champagne « gastronomique » : les différentes qualités de la Cuvée des Moines sont conçues pour accompagner tout un repas. Il est donc principalement distribué chez les cavistes ainsi que dans les grands-hôtels et restaurants étoilés[source insuffisante]. Par ailleurs, les bulles des champagnes Besserat de Bellefon sont réputées pour être 30 % plus fines que celles d'un champagne classique.

## Historique
Edmond Besserat, originaire de Hautvillers, fonde sa maison de Champagne en 1843 à Aÿ. Dès le début, il décide de distribuer son champagne dans les hôtels, restaurants et cavistes. En 1920, Edmond Besserat (deuxième du nom et petit-fils du fondateur) se marie avec Yvonne Méric de Bellefon . De cette union, la maison Besserat de Bellefon prend son nom actuel ainsi que ses armes. 
Dix ans plus tard, la maison se développe : le directeur d'un célèbre restaurant parisien, La Samaritaine de Luxe, aurait dit à Victor Besserat, petit-fils du fondateur : « prépare-moi un vin de Champagne suffisamment onctueux pour accompagner tout un repas et je vous commanderai 1 000 bouteilles au lieu de 100... ». La Cuvée des Moines est ainsi créée, en hommage aux moines bénédictins qui les premiers surent maîtriser la double fermentation du Champagne. 
Le Brut, créé en 1930, est la première cuvée de la gamme actuelle : le premier Rosé est apparu en 1972, suivit en 1999 du Blanc de Blancs (100 % Chardonnay) et du premier Millésime en 2007 (Millésime 2000), l'extra-Brut complétant la gamme en 2009.
En 2013, la maison Besserat de Bellefon a fêté son 170e anniversaire et a sorti à cette occasion une cuvée spéciale : la cuvée BdeB.
En 2018, la maison Besserat de Bellefon amorce sa révolution Lifestyle et lance sa nouvelle ligne[incompréhensible].
En 2019, la Maison Besserat de Bellefon devient le fournisseur exclusif des Voiles de Saint-Tropez.

## Caractéristiques
La Maison Besserat de Bellefon est la propriété de la Maison Burtin (groupe Lanson-BCC) basée à Épernay. Depuis la fondation de la Maison en 1843, les champagnes Besserat de Bellefon ont été destinées à la haute gastronomie. 
Ils ne subissent pas de fermentation malolactique ce qui fait que ce sont des vins de garde[réf. nécessaire]. La technique d'élaboration utilisée nécessite moins de liqueur de tirage ce qui entraîne une pression plus faible à l'intérieur de la bouteille ce qui produit des bulles 30 % plus fines[réf. nécessaire] et donne un côté crémeux. 
La Maison s'appuie sur un vignoble de 25 ha principalement situé dans la Vallée de la Marne (plantés en pinot meunier) ainsi que sur un réseau de vignerons.

## Les vins

### Cuvée des Moines
La Cuvée des Moines est créée en 1930 par Victor Besserat (petit-fils du fondateur) pour répondre au pari lancé par le directeur de La Samaritaine de Luxe de créer « un vin suffisamment onctueux pour accompagner tout un repas ». La Cuvée des Moines tire son nom des moines bénédictins qui furent les premiers à maîtriser la double fermentation du champagne.

#### Brut
C'est la cuvée historique composée en 1930. Elle est composée de 35 % de Chardonnay, de 20 % de Pinot Noir et de 45 % de Pinot Meunier.

#### Rosé
Créée en 1972, elle a une effervescence légère grâce à la faible dose de liqueur de tirage propre à la maison Besserat de Bellefon[réf. nécessaire].

#### Blanc de Blancs
Élaborée  en 1999, c'est un champagne blanc de blancs (constitué à 100 % de Chardonnay) lui procurant une robe particulièrement claire[réf. nécessaire].

#### Extra Brut
Sortie en 2009, l'Extra Brut reprend le même assemblage que la Cuvée des Moines Brut, mais son dosage est plus faible (3,5 g/L de sucre).

#### Millésimé
La première cuvée millésimée est produite en 2007.

### Cuvée BdeB
La Maison Bessereat de Bellefon a fêté en 2013 son 170e anniversaire. À cette occasion une cuvée spéciale est créée : la cuvée BdeB. Cette cuvée réaffirme les valeurs[Lesquelles ?] de Besserat de Bellefon à travers la bouteille traditionnelle forme XVIIe siècle et l'apposition des armoiries de la maison au-dessus de l'étiquette[réf. nécessaire].

## Données financières et juridiques
Le champagne Besserat de Bellefon appartenait à la Maison Burtin, anciennement Marne et Champagne, rachetée en 2006 avec Lanson par le groupe BCC qui forme aujourd'hui le groupe Lanson-BCC.
La société exploitante porte le nom de : Champagne Besserat de Bellefon depuis 1843.
SIREN 844 975 227
Date de l'immatriculation : 28 décembre 2018
Direction actuelle : Philippe Baijot (depuis janvier 2019)
Comptes sociaux non disponibles.